# Джамму та Кашмір (штат)
Джамму та Кашмір (гінді जम्मू और कश्मीर, англ. Jammu and Kashmir) — колишній штат на півночі Індії. Столиця — Джамму (взимку) і Срінагар (улітку).

## Історія
Частина Імперії Великих Моголів з 1586 року.
1820 — Джамму перейшов під контроль Гулаба Сінґха.
Після індо-пакистанської війни 1947–1948 рр. князівство Джамму і Кашмір було розділено між Індією (яка контролювала регіони Джамму, долину Кашмір і Ладакх) і Пакистаном (яка контролювала Гілгіт-Балтистан і Азад Кашмір). Території, що перебувають під управлінням Індії, обрали установчі збори в 1951 році, які затвердили приєднання держави до Індії в 1954 році.
Територіальні суперечки викликали нові протистояння між Індією та Пакистаном у 1964 та 1971 рр. (другий конфлікт завершився угодою в Сімлі 1972 року).
У штаті тривають виступи сепаратистів, ускладнюючи територіальне питання між Індією та Пакистаном.
5 серпня 2019 року Індія скасувала особливий статус Кашміру й розділила його на дві союзні території - Джамму та Кашмір і Ладакх. Цьому кроку передувало значне військове нарощування в штаті, запровадження комендантської години, загальне припинення доступу до Інтернету та мобільних мереж, арешти місцевих політичних лідерів.

## Населення
Станом на 2001 рік, мовний склад штату був таким (вказані мови, які мають більше 1 %):
- Кашмірі — 53,5 % (5 425 733 ос.)
- Догрі — 21,7 % (2 205 560 ос.)
- Гінді — 18,4 % (1 870 264 ос.)
- Панджабі — 1,9 % (190 675 ос.)

…
- Урду — 0,1 % (13 251 ос.)

## Економіка
Виробляється: деревина, зерно, рис, фрукти, шовк, килими.

## Видатні постаті
- Ага Шахід Алі — кашмірський поет.